# Магна Греция
Магна Греция (на латински: Magna Graecia – „Велика Гърция“, от гръцки Μεγάλη Ελλάς, Мегали Елас) е името на част от древна Южна Италия (Апулия, Калабрия, Кампания, Сицилия), колонизирана от древногръцки заселници през VIII век пр. Хр.
С тази колонизация гръцката култура е разпространена в Италия, като скоро се развива нова цивилизация, която по-късно си взаимодейства с местните италийски и латински цивилизации.
Много нови градове се развиват и замогват, като например Капуа, Неапол, Сибарис.
Други важни градове в Магна Греция са Таранто, Локри, Регион, Кротоне и Турии.
През Ранното средновековие гръцкото влияние остава силно, тъй като районът е част от Византийската империя или се намира под силно византийско влияние до края на XI в.
И днес населението в тези райони пази елински характеристики в културата. Местните диалекти (най-разпространени в Калабрия и Саленто) се наричат „грекана“, „грико“, „катоиталиотика“ или „Калабрийски“ и могат да бъде разбрани (до голяма степен) от други гръцкоговорещи. Фолклорът на това население е различен от италийския и определено се свързва с гръцкия – характерната песен с танц „тарантела“ се смята за остатък от древногръцките екстатични Дионисови чествания.